# Paola Rivera
Paola Rivera (6 marzo 1997) è una pallavolista portoricana, centrale delle Changas de Naranjito.

## Carriera

### Club
La carriera da professionista di Paola Rivera inizia con le Lancheras de Cataño, disputando la Liga de Voleibol Superior Femenino 2013. Dopo un'annata di inattività, rientra in campo nuovamente con la franchigia di Cataño, dove gioca nelle stagioni 2015 e 2016. Reduce da un biennio lontana dai campi per maternità, approda alle Changas de Naranjito nella stagione 2019, mentre in quella seguente indossa la casacca delle Valencianas de Juncos.
Dopo essere fermata per la sua seconda gravidanza, inizia la Liga de Voleibol Superior Femenino 2022 con le Criollas de Caguas, ma, attraverso una girandola di scambi di giocatrici, torna prima brevemente alle Valencianas de Juncos e poi termina l'annata con le Changas de Naranjito.